# Слідопит (фільм, 2007)
«Слідопит» (англ. Pathfinder, також відомий під альтернативною назвою Pathfinder: Legend of the Ghost Warrior) — американський епічний бойовик 2007 року режисера Маркуса Ніспела за сценарієм Лаети Калогрідіс. У ролях Карл Урбан, Кленсі Браун, Ральф Меллер, Мун Бладґуд та Рассел Мінс.
Фільм частково заснований на норвезькому фільмі 1987 року «Провідник».

## Синопсис
Хлопчик-вікінг залишається після того, як його клан воює з індіанським племенем. Вихований у племені, він зрештою стає їхнім рятівником у боротьбі проти вікінгів.

## У ролях
| Актор            | Роль           |
| ---------------- | -------------- |
| Карл Урбан       | Примара        |
| Мун Бладґуд      | Старфайєр      |
| Кленсі Браун     | Гуннар         |
| Ральф Меллер     | Ульфар         |
| Рассел Мінс      | Слідопит       |
| Натаніель Арканд | Вітер в дереві |
| Джей Таваре      | Чорнокрил      |

## Випуск
Фільм вийшов у кінотеатрах в Сполучених Штатах 13 квітня 2007 року, посів шосте місце у перші вихідні, заробивши понад 5 мільйонів доларів у перший уїк-енд прокату. Загалом у світовому прокаті фільм заробив трохи більше 30 мільйонів доларів, не окупивши свого 45-мільйонного бюджету, хоча врешті-решт він повернув свої гроші за рахунок продаж на DVD. 
DVD реліз відбувся 31 липня 2007 року. У Сполучених Штатах було продано майже півтора мільйона DVD-дисків з фільмом, за оцінками, на суму $22,083,551. Фільм вийшов на Blu-ray 20 листопада 2007 року.

## Графічний роман
Фільм також був адаптований у вигляді графічного роману видавництвом Dark Horse Comics.